# Corina Căprioriu
Corina Căprioriu (n. 18 iulie 1986, Lugoj, Republica Socialistă România, România) este o judoka română. A reușit să obțină medalia de argint la a XXX-a ediție a Jocurilor Olimpice, la categoria sa competițională de 57 kg.
Corina Căprioriu deține numeroase titluri de campion și vice-campion în diverse campionate mondiale și europene. În afară de performanța ei de la Jocurile Olimpice, a câștigat și medalia de bronz la Campionatul Mondial de Judo de la Paris din 2011 și medalia de argint la Mondialele din 2015.
În 2020 a decis să se retragă la vârsta de 34 de ani.
În 2016 s-a căsătorit cu fostul luptător Gheorghiță Ștefan.